# Huttelusz-Inszuszinak
Huttelusz-Inszuszinak, Huteludusz-Inszuszinak (1120–1110 p.n.e.) – król Elamu, z dynastii Szutrukidów (okres średnioelamicki), najstarszy syn Szilhak-Inszuszinaka.
Używał tytułu Król Elamu i Suzjany. Zaprzepaścił zdobycze swego dziada, Szutruk-Nahhunte I, który w 1158 r. p.n.e. podbił Babilonię. Kres jego panowaniu zadał Nabuchodonozor I, król Babilonii zwyciężając jego wojska w bitwie nad rzeką Ulai (ok. 1110 p.n.e.).